# Enhörnakören
Enhörnakören är en blandad kör baserad i Enhörna. Ledare är Enhörna församlings kyrkomusiker, en tjänst som sedan augusti 2020 innehas av Emma Willford Thörn. Enhörnakören har idag omkring 15 medlemmar och uppträder regelbundet i Enhörna församlings verksamhet samt vid andra arrangemang i Enhörna.
Under flera decennier var kören, liksom flera andra kyrkokörer, samtidigt också en ideell förening bestående av körmedlemmarna. Numera är själva körföreningen upplöst, men kören fortsätter sjunga.
Enhörnakören var en av ytterst få körer som deltog vid samtliga körstämmor i Skinnskatteberg.
Under åren 2014-17  har Enhörnakören vid flera tillfällen framfört konserten/föreställningen Där främlingskapet bryts kan en ny värld börja, vilken är sammanställd av dåvarande körledaren Helena L Cronholm, inspirerad av Svenska kyrkans bok med samma namn.
Under sommaren 2016 firade Enhörnakören 70 år med en jubileumskonsert den 6 juni och en utställning om kören vid Enhörna hembygdsmuseum. Samma år framförde kören också "The Armed Man" av Karl Jenkins. 

## Framförda verk
- Mässa för den vilsne (texter: Nils Ferlin, Maria Wine, Göran Sonnevi m fl; musik: Bo Lindell) (2001, 2012)
- Requiem i d-moll, K. 626 (Wolfgang Amadeus Mozart) (2004, 2011)
- I välsignan och fröjd (text: Alf Hambe, musik: Hans Kennemark) (2005, 2012)
- Requiem i d-moll, op. 48 (Gabriel Fauré) (2006)
- Mångfaldsmässa (Yamandú Pontvik) (2007, 2008)
- Gloria D-dur, RV 589 (Antonio Vivaldi) (2008, 2012)
- Gaudete (sånger ur Piae Cantiones, arr: Anders Öhrwall) (2009, 2015)
- Förklädd Gud (text: Hjalmar Gullberg, musik: Lars-Erik Larsson) (2009, 2010)
- Himmelen inom (Anders Nyberg) (2011, 2013, 2017)
- Words of Realness (text: Spoon Jackson, musik: Stefan Säfsten) (2012)
- Missa brevis nr 5 i B♭-dur, Hob.XXII:7 (Joseph Haydn) (2013)
- Mässa nr. 2 in G-dur, D 167 (Franz Schubert) (2013)
- Där främlingskapet bryts kan en ny värld börja (körkonsert sammanställd av Helena Cronholm) (2014, 2015, 2016)
- Mässa för en sårad jord (text: Erik Hillestad, musik: Ketil Bjørnstad) (2008, 2015)
- The Armed Man (Karl Jenkins) (2016)